# Nordhausen (district)
Districtul Nordhausen este un Kreis în landul Turingia, Germania. 
1. 1 2  GeoNames